# Cyclocardia barbarensis
Cyclocardia barbarensis is een tweekleppigensoort uit de familie van de Carditidae. De wetenschappelijke naam van de soort is voor het eerst geldig gepubliceerd in 1890 door Stearns.